# Harindral, Muddebihal
Harindral là một làng thuộc tehsil Muddebihal, huyện Bijapur, bang Karnataka, Ấn Độ.